# Alonso Mudarra
Alonso Mudarra oder Alonso de Mudarra (* um 1508; † 1. April 1580 in Sevilla) war ein spanischer Komponist, Vihuela-Spieler und Gitarrist der Renaissance.

## Leben und Wirken
Alonso Mudarras Geburtsort ist nicht überliefert, ebenso wenig ist über sein genaues Geburtsdatum und seine frühen Lebensjahre bekannt. In der Einleitung seiner Tres libros de musica berichtet er aber, dass er in Guadalajara im Haus des dritten und vierten Herzogs von Infantado aufwuchs, nämlich von Diego Hurtado de Mendoza (1461–1531) und Iñigo López de Mendoza (1493–1566). Im Dienst dieser Herzöge hat er dort wahrscheinlich auch seine musikalische Ausbildung erhalten. Er ging vermutlich im Jahr 1529 im Gefolge des vierten Herzogs von Infantado zur Kaiserkrönung Karls V. nach Italien. Nach seiner Rückkehr nach Spanien wurde er, eventuell in Palencia, zum Priester geweiht und ist später, am 18. Oktober 1546, Kanoniker an der Kathedrale von Sevilla geworden. In dieser Stadt hatte er einen bedeutenden Einfluss auf das Musikleben und blieb dort noch 34 Jahre bis an sein Lebensende.
Zu seinen Aufgaben an der Kathedrale gehörte die Leitung aller musikalischen Aktivitäten; es gibt in Sevilla viele Berichte darüber. Hierzu gehörten die Beauftragung von Instrumentalisten, der Kauf und die Leitung des Aufbaus einer neuen Orgel und die enge Zusammenarbeit mit dem Komponisten Francisco Guerrero (1528–1599) für die vielfältigen festlichen Anlässe. Er starb in Sevilla, und sein beachtliches Vermögen wurde entsprechend seinem letzten Willen an die Armen der Stadt verteilt.

## Werke und Bedeutung

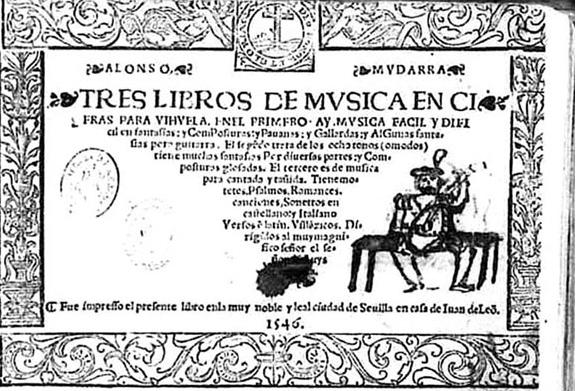
Titelseite der Tres libros de música en cifra para vihuela (Sevilla, 1546)

Mudarra gehört zu der Gruppe von sieben spanischen Vihuelisten des 16. Jahrhunderts, zusammen mit Luis de Milán (1500–1561), Enríquez de Valderrábano (1500–1557), Esteban Daza (1537–1591), Diego Pisador (1510–1557), Miguel de Fuenllana (1500–1579) und Luis de Narváez (1500–1555), deren Neuerungen in der instrumentalen und vokalen Musik so bedeutsam waren, dass ihr Werk bis in die heutige Zeit beachtet wird.
Mudarras Stücke für die Vihuela und die vierchörige Gitarre wurden in der dreibändigen Sammlung Tres libros de música en cifra para vihuela („Drei Bücher Musik in Tabulatur für Vihuela“) veröffentlicht und erschienen in Sevilla am 7. Dezember 1546. Das Werk wurde von Juan de Léon in Sevilla gedruckt und ist Luis Zapata (1526–1594) gewidmet, einem Mitglied des Rats der katholischen Könige und Karls V. Das Werk besteht aus 44 Stücken für Vihuela allein, 26 Stücken für Vihuela und Singstimme, sechs Stücken für Solo-Gitarre und einem Stück für Gitarre und Orgel oder Harfe.
Das Repertoire Mudarras besteht aus eigenen Kompositionen und Übertragungen von Werken anderer Komponisten der Renaissance, wie Josquin des Prez (1452–1521), Nicolas Gombert (1495–1560), Adrian Willaert (1490–1562), Antoine de Févin (1470–1512) und Pedro de Escobar (1468–1535).
Die in dieser Veröffentlichung enthaltenen Genres und Formen sind Fantasien, Variationen (einschließlich einer Reihe über La Folia und der vierstimmigen Diferencias sobre el Conde Claros), Tientos, Pavanen, Galliarden und Lieder. Die Lieder sind in lateinischer, spanischer und italienischer Sprache und beinhalten Romanzen bzw. Romanescas, Kanzonen, Villancicos und Sonette. Die Texte der Lieder gehen zurück auf spanische Autoren, wie Jorge Manrique (Recuerde el alma dormida), Juan Boscán (Claros y frescos ríos), Garcilaso de la Vega (1503–1536) und weitere anonyme Dichter (Si por amar, el hombre ser amado; Isabel, perdiste la tu faxa; ¿Qué llantos son aquestos? und andere), auf italienische wie Francesco Petrarca (La vita fugge) und Jacopo Sannazaro (O gelosia d'amanti) sowie auf lateinische Autoren wie Ovid (Hanc tua Penelope), Horaz (Beatus ille) und Vergil (Dulces exuviae). Unter den Romanzen anonymer Dichter sei der Text Triste estaba el Rey David y Durmiendo yva el Señor genannt. In Mudarras Liedern ist der italienische Einfluss auf seine Musik offensichtlich. Sie gehören zu den ältesten Sololiedern mit unabhängiger Instrumentalbegleitung.
Die sechs Stücke für Gitarre sind die ältesten überlieferten Stücke für die vierchörige Gitarre. Die Einbeziehung der Gitarre, die mit ihrer geringen Saitenchorzahl im Vergleich zur Vihuela als weniger anspruchsvolleres Instrument galt, in ein Werk mit überwiegend kontrapunktischer Musik, kann als eine Neuerung angesehen werden. Eine von Mudarra eingeführte notationstechnische Neuerung waren gesonderte Symbole für verschiedene Tempostufen, langsam, mäßig und schnell, die zusammen mit den verbalen Tempoangaben bei Luis Milán frühe Zeugnisse für die allmähliche Herausbildung des modernen Taktbegriffs mit variablen Tempostufen darstellen.
Das zweite Buch der Sammlung ist dadurch bemerkenswert, dass es acht Gruppen mit jeweils einem Tiento und einer Fantasia enthält, die entsprechend der acht Kirchentonarten, den tonos, angeordnet sind und an denen in komprimierter Form charakteristische Wendungen und Klauseln des jeweiligen Modus demonstriert werden. Auf jede dieser Kompositionen von geringerem Umfang folgt ein weiteres umfangreicheres Werk im gleichen Modus, wobei es sich meist um eine Fantasia oder Glosa über Messevertonungen von Josquín handelt.
Heutigen Hörern ist vor allem seine Fantasia X bekannt, welche zu den wenigen Kompositionen Mudarras gehört, die in das Repertoire der Konzertgitarre übernommen wurden. Die Fantasía que contrahaze la harpa en la manera de Ludovico („Fantasie, das Harfenspiel in der Manier von Ludovico nachahmend“) ist im Stil der Folia-Variationen komponiert und imitiert das Harfenspiel eines Ludovico, der möglicherweise am Hofe Ferdinands des Katholischen tätig war und zu dessen besonderen Fähigkeiten es offenbar gehörte, auf seinem Instrument mehrstimmige Passagen spielen zu können, aus deren spieltechnisch anspruchsvoller Chromatik gewagte querständige Dissonanzen (falsas) resultierten.